# Miran Hrovatin
Miran Hrovatin, italijansko-slovenski fotoreporter in snemalec, * 11. september 1949, Trst, STO, † 20. marec 1994, Mogadiš, Somalija.

## Življenjepis
Miran Hrovatin se je rodil v zavedni slovenski družini pri Sv. Alojziju v Trstu očetu Alojzu in materi Nadi Renko kot drugi od treh sinov. Hodil je v slovensko osnovno in nižjo srednjo šolo pri Sv. Jakobu. Tedaj je rad zahajal tudi med tabornike. Nato se je izšolal za elektrotehnika na tehničnem zavodu Alessandro Volta. Ko je bil v drugem letniku je družino prizadela smrt matere.
Kljub elektrotehniški diplomi se je Miran po študiju kaj kmalu poklicno usmeril na področje fotografije. Fotografski aparat je namreč močno vzljubil že v otroških letih. In tako se je zaposlil v tržaških fotografskih trgovinah Fototechnica in Eurojapan ter tudi odprl lasten fotografski studio v ulici Sv. Justa.
Leta 1975 se je pod okriljem Založništva Tržaškega tiska osnovala televizijska agencija Alpe Adria in Miran se je v njej zaposlil kot snemalec. Kaj kmalu je postal vešč v svojem poklicu in posnel na stotine prispevkov za koprsko, ljubljansko in druge televizije. Prvi je v objektiv ujel prizore porušene Furlanije po potresu 1976.
V Maroku je med opravljanjem svojega poklica prvič tvegal življenje. Z novinarjem Sergijem Premrujem sta namreč leta 1978 doživela oborožen napad med snemanjem reportaže o saharski osvobodilni fronti Polisario.
Leta 1989 je Miran ob zamrtju agencije Alpe Adria skupaj z nekaterimi delovnimi kolegi ustanovil oziroma prevzel televizijsko agencijo Videoest. S težkim in kakovostnim delom si je agencija morala sama izboriti prostor na tržišču. Tako je med drugim nastala vrsta tehnično brezhibnih in mestoma celo umetniških reportaž, od tiste o Reki - Timavi, pa do one o Miramarskem gradu, pri katerih je Miran dal svoj neizbrisen prispevek.
Vojna v Sloveniji, na Hrvaškem ter v Bosni in Hercegovini je postala nov izziv, kateremu se je Miran znal s svojo kamero poklicno odzvati. In tako se je treba tudi njemu zahvaliti da si svet ni mogel zatisniti oči pred njo.
Bil je komunikativen človek poln energije, nikoli ni mogel biti pri miru. Svet je bil zanj pretesen. Njegova prva ljubezen je bila njegovo neločljivo  orodje, fotografski aparat. Na popotovanjih kamor ga je zanesla poklicna pot je vedno kupoval novo opremo: svetlomere, objektive, leče... strast na meji zasvojenosti. Za seboj je zapustil impozanten fotografski arhiv, ki kaže na avtorjevo razgledanost, intimen pogled na svet odrasle osebnosti, ki pa nikoli ni prenehala biti otrok.

## Smrt
20. marca 1994 so Mirana in novinarko Ilario Alpi ubili naročeni morilci, ko sta v Mogadišu poročala za TV-mrežo Raitre o državljanski vojni v Somaliji ter raziskovala vpletenost visokih italijanskih državnih institucij v ilegalno prodajo orožja in nevarnih odpadkov. Voznik in varnostnik sta bila nepoškodovana. 
Somalski državljan Hashi Omar Hassan je po krivici 17 let preživel v italijanskih zaporih. Potem ko se je izkazal za nedolžnega in bil oproščen, so tudi njega, po šestih letih na prostosti, 6. 7. 2022 ubili v nepojasnjenih okoliščinah.

## Zapuščina
Pisatelj in nekdanji profesor Boris Pahor se je Mirana, svojega dijaka na tržaški srednji šoli spominjal kot enega izmed tistih, ki so Slovencem na Tržaškem s svojo sposobnostjo pomagali, da so se začeli pobirati po četrt let stoletja genocida nad njihovo kulturo.
Po Miranu in Ilariji so poimenovali ulice ter institucije širom Italije, na sedežu Rai v Saxa Rubri so jima posvetili murales. Nobenega obeležja nima v Sloveniji.